# ستاره دراوسکو
ستاره دراوسکو (به لهستانی:  Stare Drawsko) یک روستا در لهستان است که در گمینا چاپلینک واقع شده‌است. ستاره دراوسکو ۱۴۰ نفر جمعیت دارد.